# Борщёвый Шар
Борщёвый Шар (вар. Борщёвский Шар, парал. назв. Харъягский Шар, Сульский Шар) — река в России, протекает в Ненецком автономном округе и Республике Коми; левый рукав Печоры.

## География
Река находится в низовьях Печоры, в районе её низменной дельты, в 188 км от Баренцева моря. Протекает по низменной заболоченной лесотундре, поросшей кустарником, в общем генеральном направлении параллельно основному руслу Печоры, от которого отделена островами Няшинский и Зашарье. Впадает в Печору чуть ниже её разделения на Малую Печору и Большую Печору, исток — выше деревни Ёрмица. В верховьях и низовьях — песчаные пляжи. Средняя ширина русла — 2 метра. На реке расположены деревни Харъяга и Щелино, ниже которой Борщёвый Шар судоходен. Кроме того, недалеко от устья его притока Виски расположено село Великовисочное. Крупнейший приток Борщёвого Шара — Сула длиной 353 км, впадает в Борщёвый Шар слева. Также имеет ещё один крупный левый приток — Харь-Яга длиной 80 км.

## Данные водного реестра
По данным государственного водного реестра России относится к Двинско-Печорскому бассейновому округу, водохозяйственный участок реки — Печора от водомерного поста Усть-Цильма до устья, речной подбассейн реки — бассейны притоков Печоры ниже впадения Усы. Речной бассейн реки — Печора.
Код объекта в государственном водном реестре — 03050300212003000082717.